# بيرغوليد
بيرغوليد (بالإنجليزية: Pergolide)‏ (الأسماء التجارية بيرماكس ،براسيند) هي ناهضة مستقبل دوبامين معتمدة على الإرغولين تُستخدم في بعض البلدان لعلاج مرض باركنسون. يصاحب مرض باركنسون انخفاض في نشاط الدوبامين في المادة السوداء من الدماغ. ويعمل البيرغوليد على العديد من نفس المستقبلات التي يعمل عليها الدوبامين ويقوم بزيادة نشاط المستقبل.
حُصِل على براءة اختراعه سنة 1978 وتم اعتماده للاستخدام الطبي سنة 1898. تم سحب بيرغوليد سنة 2007 من سوق الولايات المتحدة للاستخدام البشري بعد العديد من الدراسات المنشورة التي أظهرت رابطا بين هذا الدواء وزيادةٍ في معدل الإصابة بالداء القلبي الصمامي. مع ذلك، يتم تسويق هيئة بيطرية من بيرغوليد تحت الاسم التجاري براسيند، وتم السماح بها لمعالجة خلل وظيفة الجزء المتوسط للنخامية (PPID) المعروف كذلك بمتلازمة كوشينغ الخيلية (ECS) في الأحصنة.